# Una canzone
Albums de Mireille Mathieu
J'ai gardé l'accent
(1968) Les bicyclettes de Belsize
(1968)
Una canzone est une chanson de Mireille Mathieu sorti en 1968.